# روبرتو جوناس
روبرتو جوناس (7 يونيو 1967 بأندورا - ) هو لاعب كرة قدم أندوري في مركز الدفاع. شارك مع منتخب أندورا لكرة القدم. أما مع النوادي، فقد لعب مع سانت جوليا ونادي أندورا لكرة القدم وCE Principat ‏ وConstel·lació Esportiva ‏.

## وصلات خارجية
- روبرتو جوناس على موقع قاعدة بيانات كرة القدم.إي يو (الإنجليزية)
- روبرتو جوناس على موقع ناشيونال فوتبول تيمز (الإنجليزية)
- روبرتو جوناس على موقع عالم كرة القدم.نت (الإنجليزية)